# 鼓山珠靈殿
鼓山禾田社珠靈殿，位於台灣高雄市鼓山區鼓山二路168巷14弄1號，主祀朱府千歲，分靈自澎湖縣馬公市興仁懋靈殿。

## 歷史
鼓山珠靈殿創建於日治時期大正十五年（1926年、民國15年）。民國77年（1988年）動土重建，民國78年（1989年）竣工落成安座。
民國104年（2015年），舉辦「鼓山禾田社珠靈殿開基九十周年祈安清醮大典」。

## 祀神
鼓山珠靈殿主祀朱府千歲，配祀關聖帝君、觀音菩薩、釋迦佛祖、虎爺公、福德正神、司命灶君。

## 外部連結
- 鼓山珠靈殿 Facebook
- 珠靈殿-文化資源地理資訊系統 （页面存档备份，存于）
- 澎湖傳香: 高雄鼓山珠靈殿-微廟網-專業廟會微電影紀錄影片拍攝與討論 （页面存档备份，存于）